# Table des caractères Unicode/U11900
Cette page contient des caractères spéciaux ou non latins. S’ils s’affichent mal (▯, ?, etc.), consultez la page d’aide Unicode.
Table des caractères Unicode U+11900 à U+1195F.

## Dives akuru
Contient des caractères pour l'écriture avec l’abjad dives akuru, principalement utilisés pour certaines transcriptions en langue maldivienne. Ce bloc inclut des voyelles indépendantes, des consonnes, des signes de voyelles dépendantes, des signes diacritiques communs (anusvara, candrabindu, halanta), des lettres conjointes spécifiques (ya médial, ra initial ou repha, ra médial), un signe diacritique nukta d'extension alphabétique, des signes de ponctuation (double danda, marque bouche-trou, marque de fin de texte) et dix chiffres décimaux.

### Table des caractères
| en fr   | 0 | 1 | 2 | 3 | 4 | 5 | 6 | 7 | 8 | 9 | A | B | C | D | E | F |
| ------- | - | - | - | - | - | - | - | - | - | - | - | - | - | - | - | - |
| U+11900 | 𑤀 | 𑤁 | 𑤂 | 𑤃 | 𑤄 | 𑤅 | 𑤆 |   |   | 𑤉 |   |   | 𑤌 | 𑤍 | 𑤎 | 𑤏 |
| U+11910 | 𑤐 | 𑤑 | 𑤒 | 𑤓 |   | 𑤕 | 𑤖 |   | 𑤘 | 𑤙 | 𑤚 | 𑤛 | 𑤜 | 𑤝 | 𑤞 | 𑤟 |
| U+11920 | 𑤠 | 𑤡 | 𑤢 | 𑤣 | 𑤤 | 𑤥 | 𑤦 | 𑤧 | 𑤨 | 𑤩 | 𑤪 | 𑤫 | 𑤬 | 𑤭 | 𑤮 | 𑤯 |
| U+11930 | 𑤌𑤰 | 𑤌𑤱 | 𑤌𑤲 | 𑤌𑤳 | 𑤌𑤴 | 𑤌𑤵 |   | 𑤌𑤷 | 𑤌𑤸 |   |   | 𑤌𑤻 | 𑤌𑤼 | 𑤌𑤽 | 𑤾  | 𑤿 |
| U+11940 | 𑤌𑥀 | 𑥁 | 𑤌𑥂 | 𑤌𑥃 | 𑥄 | 𑥅 | 𑥆 |   |   |   |   |   |   |   |   |   |
| U+11950 | 𑥐 | 𑥑 | 𑥒 | 𑥓 | 𑥔 | 𑥕 | 𑥖 | 𑥗 | 𑥘 | 𑥙 |   |   |   |   |   |   |